# Nerdside
Nerdside es el nombre del segundo álbum de estudio del cantante colombiano Jiggy Drama. Fue lanzado el 16 de agosto de 2011 por El Ritmo Records y contó con únicamente la colaboración de Jhonblack.
Cuenta con los sencillos «El culpable» y «La fuga», los cuales lograron posicionarse en las emisoras de Colombia durante varias semanas.